# Među nama
Među nama, znanstveno-obrazovna emisija Hrvatske televizije koja se prikazivala do 2013. Jedna je od najdugovječnijih autorskih emisija HTV-a. Započela je s emitiranjem 1996. godine. Emisiju je uređivala i vodila Jasna Burić. Imala je formu studijskog razgovora, s novinarskim prilozima koji su oslikavali ukupni doprinos gosta na prostoru znanstvenog, kulturnog, javnog djelovanja. Prvih godina emisija se bavila pitanjima obiteljskog prava, zaštite prava djeteta, promocijom ljudskih prava. Kasnije se sve više okreće fenomenološkim pitanjima, da bi svoju najvišu gledanost dosegla, nakon gotovo petnaest godina emitiranja, baveći se popularnom znanošću. Neki od razgovora vođenih u emisiji zabilježeni su u dvijema knjigama (2006, 2009).
Tijekom dugog razdoblja emitiranja u emisiji su gostovali Jesper Juul (glasoviti danski obiteljski psihoterapeut), akademici Vladimir Paar, Ivica Kostović, Mislav Ježić, Milan Moguš, Petar Šimunović, zatim prof. dr. sc. Nenad Hlača, Goran Dodig, Neven Budak, Hrvoje Vrčić, Dragan Primorac, Meri Tadinac, Miloš Judaš, Ivica Prlender, Tonči Matulić, Tomislav Ivančić, Ante Čović, Ivan Đikić, Davor Pavuna, Ivo Josipović, Miljenko Jurković, te mnogi drugi istaknuti znanstveni, kulturni, vjerski i javni djelatnici, poput Zvonimira Baloga, Ljube Stipišića-Delmate, Bonaventure Dude, fra Zvjezdana Linića, kardinala Franje Kuharića i dr.